# Tuntsajoki
Tuntsajoki (rus. Тунтсайоки; fin. Tuntsajoki) je rijeka na jugu poluotoka Kola u Murmanskoj oblasti, Rusija. Duga je 150 km, s površinom porječja od 5240 km2. Tuntsajoki izvire u šumama Finske i ulijeva se u rijeku Tumču. Njen najveći pritok je Vatsimanjoki.